# Aimeta (Ort)
Aimeta ist ein osttimoresischer Ort im Suco Cota Bo’ot (Verwaltungsamt Bobonaro, Gemeinde Bobonaro). Das Dorf liegt im Norden der Aldeia Aimeta, auf einer Meereshöhe von 1058 m. Östlich erhebt sich der Lolo Tolemau (1731 m). Straßen führen nach Westen nach Oboe, nach Süden nach Nunubuti, nach Norden nach Atupae und südlich um den Lolo Tolemau herum nach Polo im Osten.